# شهرستان کنت (دلاویر)
شهرستان کنت، دلاویر (به انگلیسی: Kent County, Delaware) یک سکونتگاه مسکونی در ایالات متحده آمریکا است که در دلاویر واقع شده‌است.

## خصوصیات
شهرستان کنت ۲٬۰۶۶٫۸۲ کیلومترمربع مساحت دارد.